# Bielorrusia en los Juegos Olímpicos de Tokio 2020
Bielorrusia estuvo representada en los Juegos Olímpicos de Tokio 2020 por un total de 105 deportistas que compitieron en 17 deportes. Responsable del equipo olímpico fue el Comité Olímpico Nacional de Bielorrusia, así como las federaciones deportivas nacionales de cada deporte con participación.
Los portadores de la bandera en la ceremonia de apertura fueron el nadador Mikita Tsmyh y la atleta Hanna Marusava.

## Medallistas
El equipo olímpico de Bielorrusia obtuvo las siguientes medallas:
| Nombre                                                           | Deporte               | Competición       |
| ---------------------------------------------------------------- | --------------------- | ----------------- |
| Oro                                                              |                       |                   |
| Ivan Litvinovich                                                 | Gimnasia en trampolín | Individual M      |
| Plata                                                            |                       |                   |
| Mahamedjabib Kadzimahamedau                                      | Lucha libre           | 74 kg M           |
| Iryna Kurachkina                                                 | Lucha libre           | 57 kg F           |
| Marharyta Majneva Nadzeya Papok Volha Judzenka Maryna Litvinchuk | Piragüismo            | K4 500 m F        |
| Bronce                                                           |                       |                   |
| Maxim Nedasekau                                                  | Atletismo             | Salto de altura M |
| Alina Harnasko                                                   | Gimnasia rítmica      | Individual F      |
| Vanesa Kaladzinskaya                                             | Lucha libre           | 53 kg F           |